# Reifender Sommer
Reifender Sommer ist ein deutscher Spielfilm der DEFA von Horst Reinecke aus dem Jahr 1959.

## Handlung
1952 kommt der ehemalige Knecht Erich Kattner aus Westdeutschland in ein mecklenburgisches Dorf, um eine Neubauernstelle zu übernehmen, was er ursprünglich gemeinsam mit seiner Frau geplant hat. Diese ist kurz zuvor gestorben, und so steht er allein vor der kaum zu bewältigenden Arbeit. Sein Vorgänger hat davor kapituliert, das neue Haus mit Stall ist nur halbfertig, auf den Feldern müssen noch Baumstubben gerodet werden und vieles andere mehr. Fremder Hilfe gegenüber ist er skeptisch. Thekla, die Magd des reichsten Bauern, die er bereits an seinem ersten Tag im Dorf kennengelernt hat, bittet er bei ihm anzufangen, was sie aber ablehnt. Als sie nach einem Annäherungsversuch ihres „Herrn“ dann doch auf Erichs Hof zu arbeiten beginnt, sieht er in ihr nur die Arbeitspartnerin. Seine Landwirtschaft gedeiht, das Haus ist zu einem schmucken Heim geworden und die Arbeit auf dem Feld geht voran. In erster Linie hat er das seiner „Magd“ zu verdanken. Selbst der Intrigen schürende Bauer Fritz Büttner, der das Neubauerngrundstück für sich selbst haben wollte, hat keinen Erfolg.
Während Thekla darauf hofft, dass er sie auch als Frau begreift, verliebt sich Kattner in die neu angekommene Lehrerin Sabine. Zur Einweihung des Hauses, wozu alle eingeladen waren, die bei der Fertigstellung mitgeholfen haben, kommt auch Sabine hinzu. Sie kommen zusammen und es dauert nicht lange und das ganze Dorf spricht darüber. Natürlich kann auch Thekla die Situation nicht übersehen und wendet sich immer mehr von Erich ab. Es ist jedoch nur noch eine Frage der Zeit, bis Erich in einen Herzenskonflikt gerät und sich entscheiden muss. Sabine trifft schließlich die Entscheidung. Sie verlässt das Dorf. Auch Thekla will das Dorf verlassen, packt ihre Sachen und geht zum Bahnhof. Dort wartet bereits Erich auf sie und die beiden finden endlich zusammen.

## Produktion
Der Film beruht auf dem Roman Das Lied über dem Tal, der im Jahr 1954 von August Hild geschrieben wurde und hatte am 8. Mai 1959 Premiere. Bereits drei Jahre zuvor startete Gustav von Wangenheim einen Versuch, den Stoff mit Günther Simon in der Hauptrolle zu verfilmen. Erster Drehtag war der 10. Januar 1956, doch bis in den Februar hinein war das Drehbuch noch immer nicht komplett. Nach 19 Drehtagen im Atelier und 148 Einstellungen, etwa einem Drittel des Films, werden die Dreharbeiten Anfang Februar abgebrochen. Es gab zu unterschiedliche Auffassungen in den Konzeptionen von Helmut Brandis und von Wangenheim. Dieses war aber noch nicht der erste Versuch, denn schon im Oktober 1955 fanden unter dem Regisseur Helmut Brandis Probeaufnahmen mit Helga Göring (Thekla) und Wilhelm Koch-Hooge (Ernst) statt.

## Kritik
H. U. E. fand in der Berliner Zeitung, dass es die Schauspieler nicht leicht haben, die blutarmen Konstruktionen des Films mit Leben zu erfüllen. H. U. schrieb in der Neuen Zeit, dass man mit dem Drehbuch nicht rechten sollte, da der Tod des Hauptdarstellers Kleinau, ein Autounfall während der Dreharbeiten, sicher manche Veränderung und Umstellung bedingt hat. Kritischer muss man schon betrachten, wie Thema und Fabel in nicht gerade glücklicher Weise verknüpft sind.